# Sum 2 Prove
Sum 2 Prove è un singolo del rapper statunitense Lil Baby, pubblicato il 10 gennaio 2020 come terzo estratto dal secondo album in studio My Turn.

## Tracce
Testi e musiche di Dominique Jones e Deundraeus Portis.
1. Sum 2 Prove – 3:25

## Formazione
Musicisti
- Lil Baby – voce
- Twisted Genius – programmazione

Produzione
- Twisted Genius – produzione
- Princston "Perfect Harmany" – assistenza al missaggio
- Terry – assistenza al missaggio
- Stephen "DotCom" Farrow – assistenza al missaggio
- Matthew "Muttazik Muzik" – ingegneria del suono
- Robinson – ingegneria del suono
- Colin Leonard – assistenza al mastering
- Thomas "Tillie" Mann – missaggio

## Classifiche

### Classifiche settimanali
| Classifica (2020) | Posizione massima |
| ----------------- | ----------------- |
| Canada            | 43                |
| Grecia            | 70                |
| Regno Unito       | 94                |
| Stati Uniti       | 16                |

### Classifiche di fine anno
| Classifica (2020) | Posizione |
| ----------------- | --------- |
| Stati Uniti       | 79        |